# Stazione di Burzaco
La stazione di Burzaco (Estación Burzaco in spagnolo) è una stazione ferroviaria della linea Roca situata nell'omonima città della provincia di Buenos Aires.

## Storia
La stazione fu aperta al traffico nel 1888.